# Sunnydale
Sunnydale − fikcyjne miasto w stanie Kalifornia w USA, miejsce akcji serialu Buffy: Postrach wampirów.

## Lokalizacja
Opierając się na słowach SMG, miasto leży na południe od Los Angeles, 15 km od Pacyfiku, gdzieś w pasie dolin Gór Nadbrzeżnych, jednak z odcinka "Beauty and the Beasts" wynikałoby, że leży raczej na północ od Los Angeles, w pobliżu San Francisco. Większość map użytych w serialu przedstawia Santa Barbarę, leżącą w zachodniej części Kalifornii, sam Joss Whedon zaś zdaje się sugerować, iż owo miasto jest właśnie Sunnydale. Jeśli chodzi o bliskość oceanu − prawdopodobnie Sunnydale znajduje się nad nim, gdyż jest tam port, i w samym serialu czasem widoczny jest ocean. Znajduje się tam też typowa dla Kalifornii pustynia.

## Prawdziwe lokacje
- UC Sunnydale to UCLA Los Angeles, kampus w Westwood na CSU Northridge.
- Dom Buffy mieści się w Torrance, niedaleko prawdziwej szkoły. Większość scen kręcono jednak w studiu, gdzie zbudowano nie tylko wnętrze budynku, ale też i ogród oraz altankę.
- Rezydencja Angela z sezonu 2. i 3. to Ennis House, Glendover Avenue w Griffith Park.
- Cmentarze: w Santa Monica zbudowano makietę, grającą od sezonu 2. W sezonie 1. był to Angelus-Rosedale Cemetery w Los Angeles.
- Zoo w Sunnydale to w rzeczywistości The Santa Ana Zoo.
- W Vasquez Rocks Natural Area Park sceny plenerowe między innymi z Restless. Skały te dość często występują w filmach i serialach.
- Kościół z odc. Who Are You? to The Church of the Angels w Pasadenie.
- Inicjatywa mieści się w Skunk Works, bunkrach niedaleko Los Angeles.
- Apartament Glory to Castle Green Apartments w Pasadenie.
- Lodowisko z odc. What's My Line mieści się przy Jackson Street, Paramout.
- Doki w Sunnydale znajdują się w San Pedro.
- Centrum Handlowe to Sherman Oaks Galleria.
- Muzeum zaś Natural History Museum w Los Angeles.

## Historia
Demony mieszkały nad Piekielnymi Ustami na długo przed nastaniem tam ludzi. W starożytności użyto magicznej Kosy do zabicia ostatniego czystej krwi demona, jaki stąpał po ziemi. Kosę ukryto w pogańskiej świątyni w Sunnydale. Wiele wieków później na terenie Sunnydale żyli Indianie Navajo i Chumash. Oraz prawdopodobnie demony zgromadzone wokół Piekielnych Ust. Przed 1812 znajdowała się tam Hiszpańska Misja, nie jest jasne kiedy dokładnie ją założono. Została zniszczona podczas trzęsienia ziemi, odnaleziono ją ponownie po wielu latach − konkretniej zrobił to Xander w odcinku Pangs.
Richard Wilkins przybył w okolice Sunnydale w XIX wieku, poszukując złota. Odkrył Sunnydale krótko po śmierci pogromczyni z plemienia Navajo. Zawarł pakt z demonami, iż pozwoli im tam mieszkać, żywić się, za obietnice stania się nieśmiertelnym demonem. Był burmistrzem niemal od początku istnienia miasta, prawdopodobnie później utrzymując, iż jest synem, a później wnukiem założyciela miasta. Ponownie wybrano go latach 1980-1990, już jako Richarda Wilkinsa III. Prawdopodobnie miasto jako takie powstało w roku 1899, wnioskując ze słów Wilkinsa z rozdania świadectw.
W latach 30. miało miejsce kolejne duże trzęsienie ziemi. Władca został wtedy uwięziony pomiędzy światami w Kingman Bluff. 
W latach 90. Sunnydale jest pozornie zupełnie zwyczajnym miastem, dość sprawnie prowadzonym, z dobrą policją, kilkoma szpitalami, szkołami i uniwersytetem. Nieliczni wiedzą o istnieniu nadnaturalnych zjawisk − część tylko się domyśla, albo nie dopuszcza do siebie myśli, iż te zjawiska są prawdziwe − czasem określa się to mianem „Syndromu Sunnydale”.

## Sunnydale High School

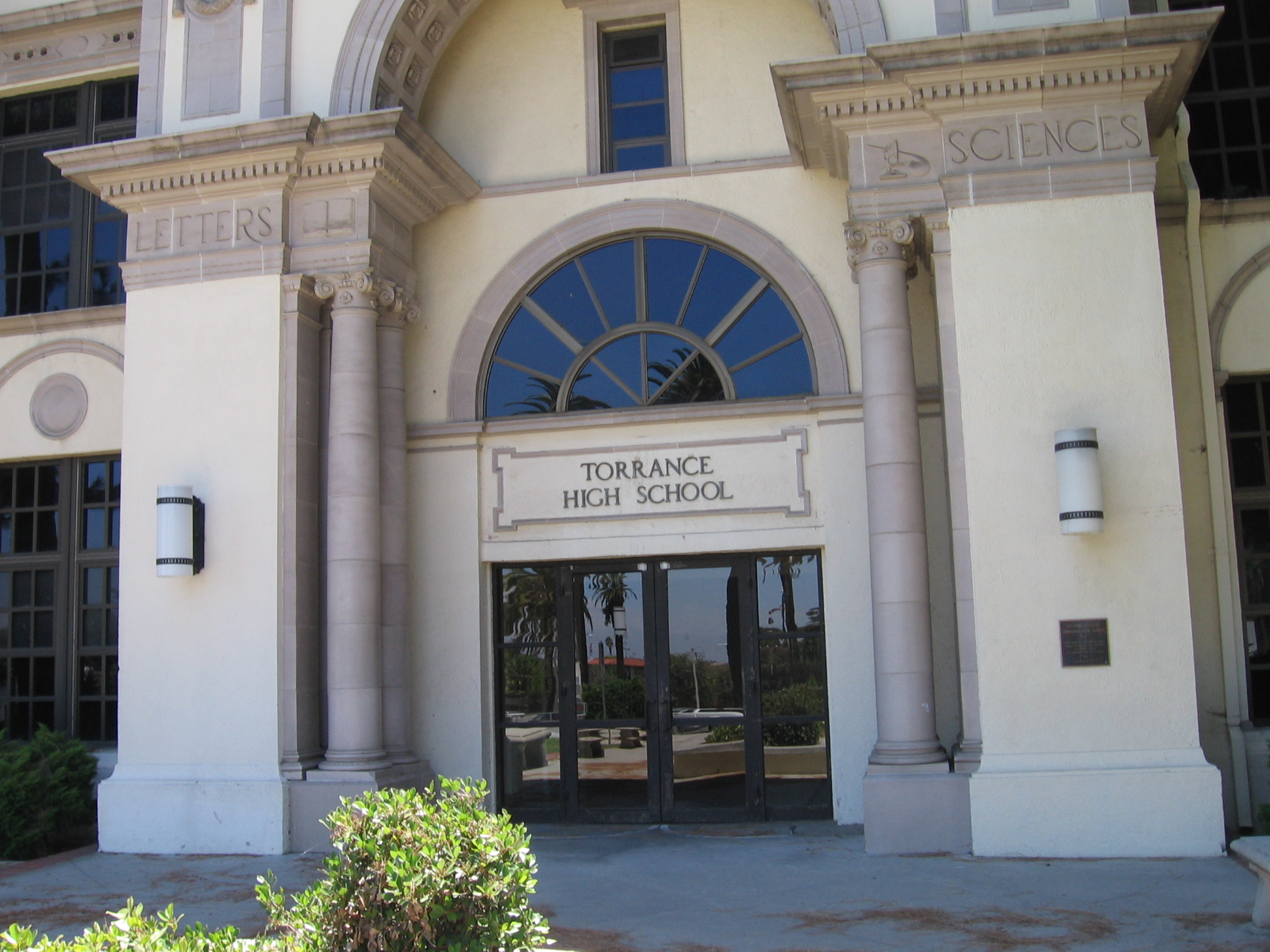
Front budynku.

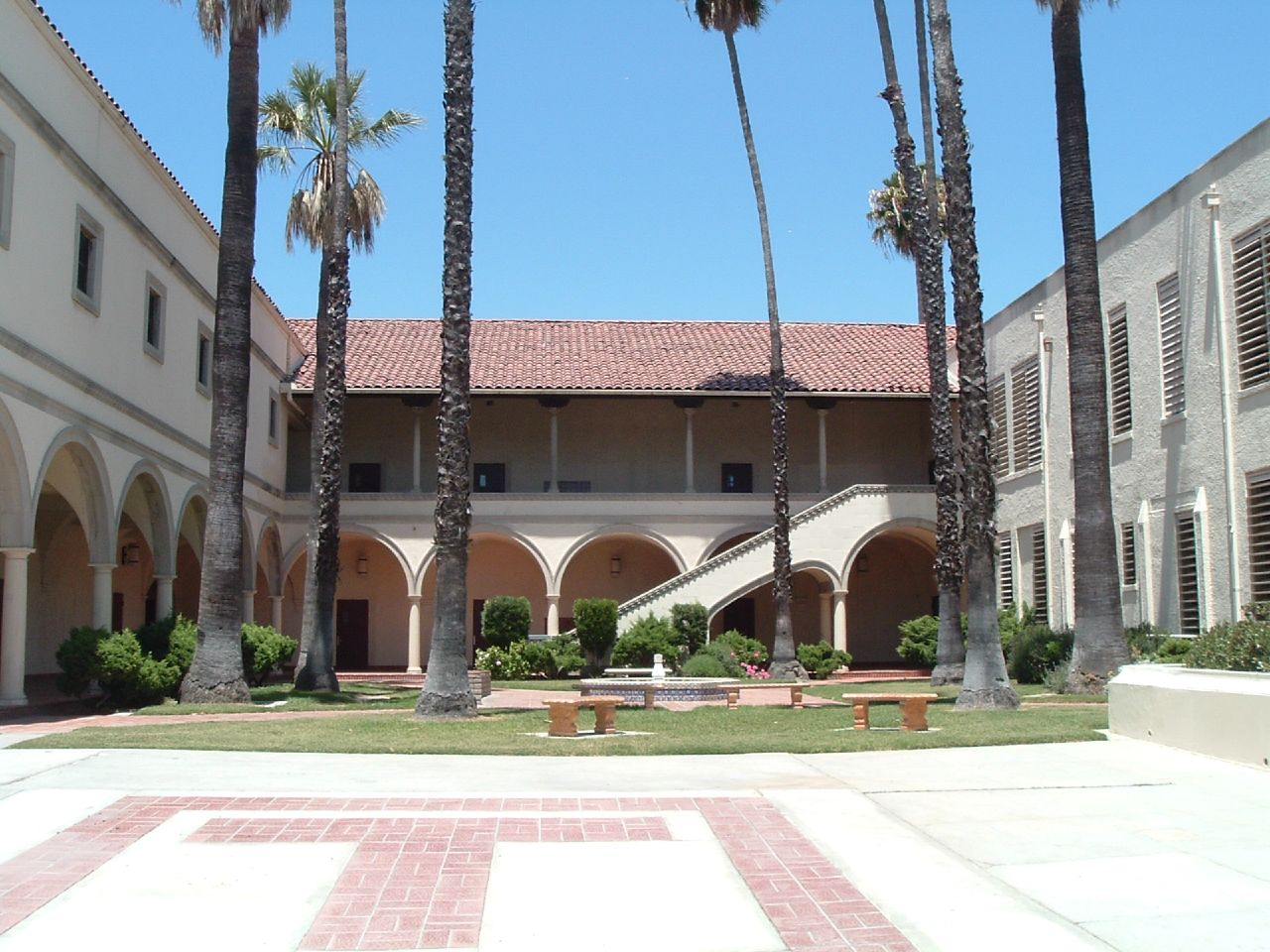
Placyk z fontanną.

Sunnydale High School to szkoła średnia znajduje się w Sunnydale i jest jedną z kilku szkół w tym mieście. Budynek znajduje się tuż nad Piekielnymi Ustami − w starym budynku były one zlokalizowane pod biblioteką, zaś w nowym, oddanym do użytku w roku 2003, pod gabinetem dyrektora szkoły. Szkoła była dość dobrze wyposażona i rozplanowana, znajdowała się tam duża sala sportowa, basen, sauna, prawdopodobnie też i siłownie, boisko do footballu amerykańskiego i boisko do baseballa, aula, duża biblioteka, klasy − komputerowa, laboratorium do nauk ścisłych, społecznych. W szkole znajdowała się też stołówka z kuchnią, niedaleko zaś prawdopodobnie znajdował się las.
W rzeczywistości wykorzystany w serialu budynek szkoły to pierwotnie Torrance High School, w Torrance, LA. Lokalizację tą wykorzystano także w serialu Beverly Hills, 90210. Drugą, odbudowaną wersję szkoły odgrywał Uniwersytet Kalifornijski w Northridge.

### Kadra
Dyrektorzy szkoły
- Robert Flutie, został zjedzony przez uczniów opętanych przez hieny w odcinku "The Pack"
- Snyder, imię nie zostało podane, od odcinka "Puppet Show", do "Graduation day part II", kiedy to został zjedzony przez Burmistrza Wilkinsa. Niezbyt miła osoba, słynąca z tego iż nie znosi młodzieży i sam wybiera ochotników.
- Robin Wood, dyrektor odbudowanej szkoły. Nadal żyje, jest synem pogromczyni Nikki Wood, spotyka się z Faith Lehane.

Nauczyciele
- Dr. Gregory − nauczyciel nauk ścisłych, ginie w Teacher's pet
- Natalie French − zastępowała Dr. Gregory’ego, tak naprawdę nie była nawet człowiekiem, a wielką modliszką. Zabita przez Buffy w Teacher's pet.
- Trener Herrold − nauczyciel wf-u z odcinka The Pack.
- Jenny Calendar − nauczycielka informatyki, dziewczyna Gilesa, cyganka z rodu Kalderash. Występuje od odcinka I robot − You Jane do Passion, gdzie zostaje zamordowana przez Angelusa.
- Grace Newman − nauczycielka zastrzelona przez zakochanego w niej ucznia, Jamesa Stanleya.
- Trener Carl Marin − trener drużyny pływackiej, podawał sterydy. Zabity przez własnych wychowanków.

Inni pracownicy szkoły
- Rupert Giles, bibliotekarz
- George − sprzątacz, zastrzelił panią Frank w odcinku I Only Have Eyes for You.
- Greenliegh − szkolna pielęgniarka, zginęła w Go Fish. Zamieszana w podawanie sterydów uczniom.
- Pan Platt − psycholog, zabity przez Pete’a, odcinek Beauty and the Beasts.
- Buffy Summers w nowej Sunnydale High jako konsultantka.

## The Bronze
The Bronze to fikcyjny klub w Sunnydale, jeden z kilku w tym mieście. Klub znajduje się „w gorszej części miasta”, jak określiła to Cordelia Chase w Welcome to the Hellmouth. W rzeczywistości zdjęcia nakręcono w studiu w Santa Monica. Jest uznawany za najlepszy klub w mieście. Po zniszczeniach dokonanych przez Olafa Trolla w sezonie 5., klub częściowo przebudowano. Znajduje się tam scena, duży bar, parkiet taneczny, stoliki, kanapy oraz taras z miejscami siedzącymi. W klubie jest też stół bilardowy. Poza alkoholem w The Bronze serwowane jest cappuccino i gorąca czekolada oraz napoje gazowane.
Poza tym, iż jest on miejscem spotkań Scooby Gangu i występów zespołów, odbywają się tam niektóre szkolne imprezy; czasem jest miejscem walki (Phases, The Harvest). W odcinku The Wish jest siedzibą wampirów.